# Gulpdal

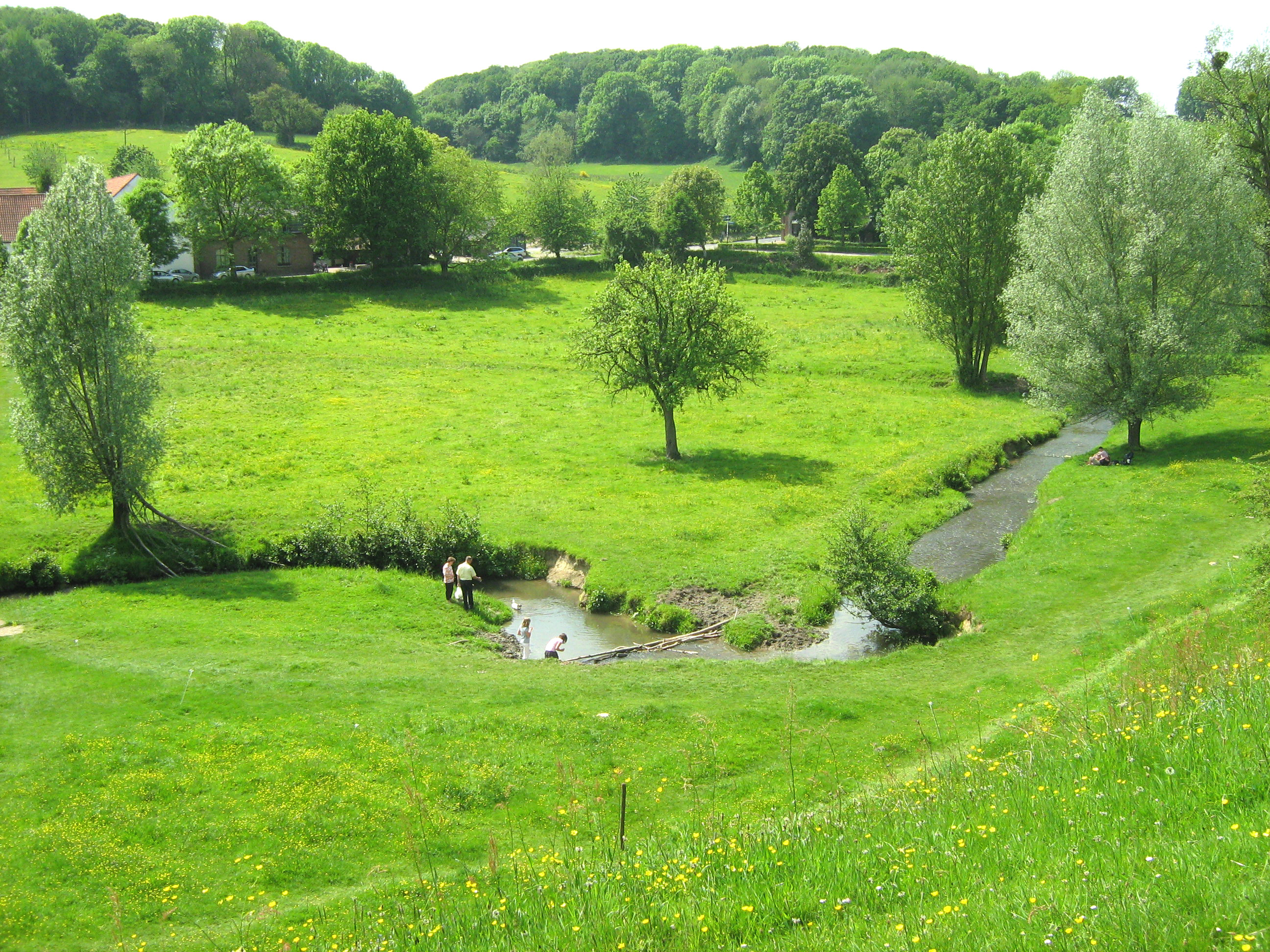
Gulp bij Slenaken

Het Gulpdal is een dal in de Belgische gemeentes Plombières en Voeren en de Nederlandse gemeente Gulpen-Wittem. Het dal vormt het stroomgebied van de beek de Gulp.
In het Belgische deel van het dal wordt het doorkruist door spoorlijn 24 met de Tunnel van Veurs, het Viaduct van Remersdaal en de Tunnel van Remersdaal. Tussen 1924 en 1939 werd het Gulpdal overbrugd door het Gulpdalviaduct van de Tramlijn Maastricht - Vaals.

## Geografie
Het dal heeft een lengte van ruim vijftien kilometer en strekt zich uit van het hoger gelegen Hendrik-Kapelle in het zuiden naar Gulpen in het noorden. In het noorden mondt het dal uit in het Geuldal. In het oosten wordt het dal begrensd door het Plateau van Crapoel, inclusief de Gulperberg, en de Schaesberg. Het plateau wordt ter hoogte van Pesaken ingesneden door het droogdal Pesakerdal. In het zuidoosten en zuiden wordt het Gulpdal begrensd door het Plateau van Herve. In het westen wordt het dal begrensd door het Plateau van Margraten. Dit plateau wordt bij Euverem ingesneden door de Vosgrub en het Klingendal en bij Gulpen door de Ingbergracht.
Op de hellingen van het dal liggen verschillende bossen, waaronder het Groote Bosch, Roebelsbos en Beusdalbos in het oosten, het Veursbos in het zuidwesten en het Osebosch in het noordwesten. In het Gulpdal ligt het beschermde gebied van de Vallei van de Gulp.

## Plaatsen in het dal
Van zuid naar noord liggen de volgende dorpen en gehuchten in het Gulpdal:
- Homburg
- Remersdaal
- Obsinnich
- Sinnich
- Teuven
- Nurop
- Slenaken
- Beutenaken
- Waterop
- Billinghuizen
- Pesaken
- Euverem
- Gulpen